# بوشوویتسه
بوشوویتسه (به چکی: Bošovice) یک منطقهٔ مسکونی در جمهوری چک است که در ناحیه ویشکوو واقع شده‌است. بوشوویتسه ۱۲٫۸۷ کیلومتر مربع مساحت و ۱٬۰۸۲ نفر جمعیت دارد و ۲۷۰ متر بالاتر از سطح دریا واقع شده‌است.